# Scheprad

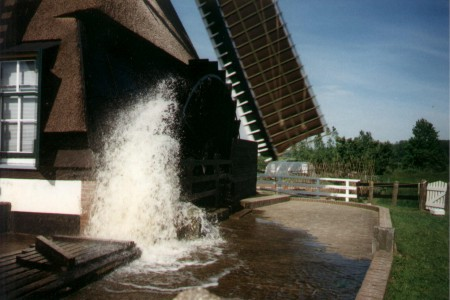
Scheprad van de Bonkmolen in Meerkerk

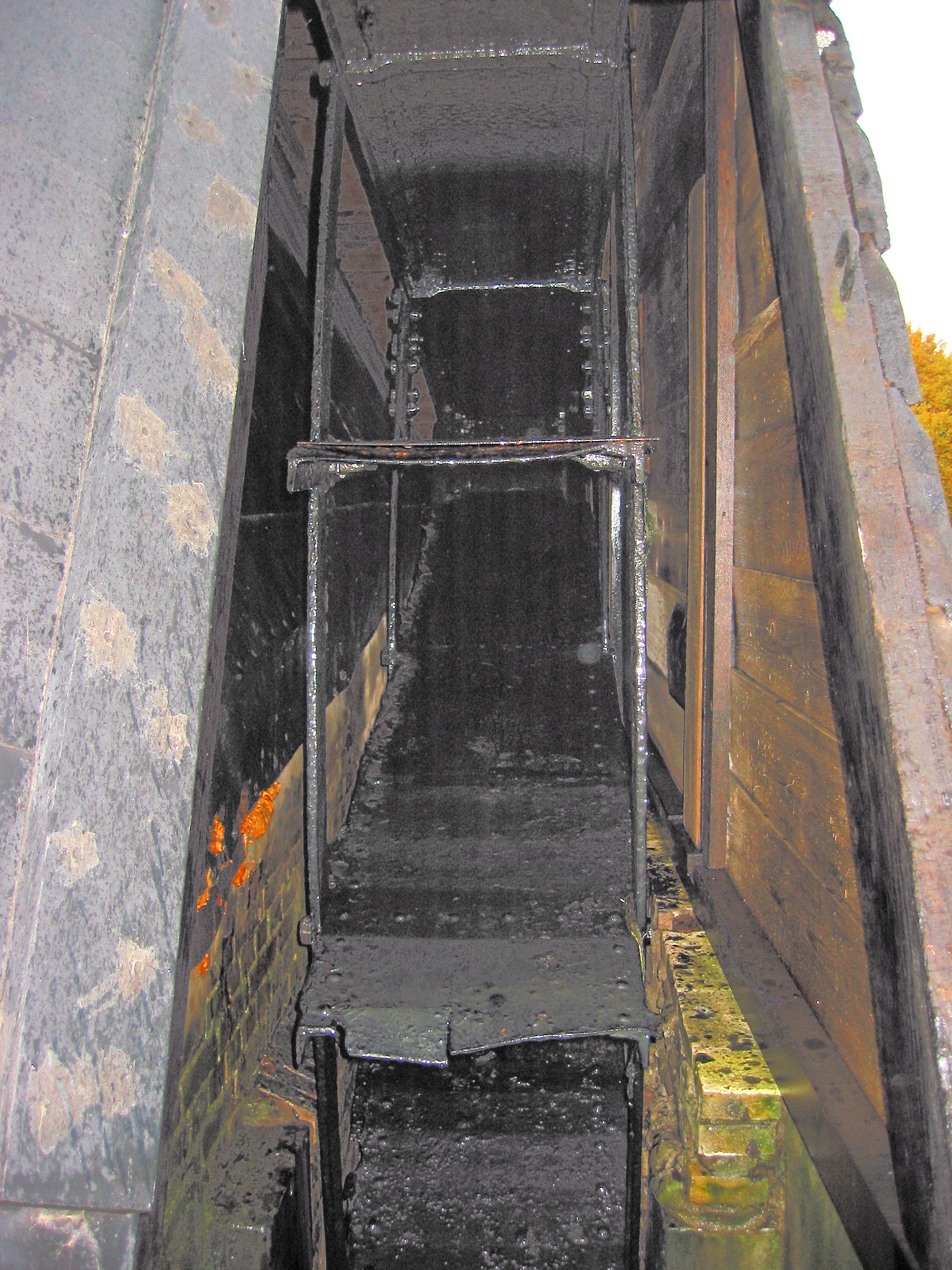
Scheprad van de Laaglandse Molen

Een scheprad is een wateropvoerwerktuig, in tegenstelling tot een waterrad, dat gebruikt wordt als aandrijving of voor het opwekken van energie. Ook heeft een waterrad een andere constructie.
Bij poldermolens wordt het scheprad het eerst als wateropvoerwerktuig gebruikt. Het scheprad heeft in Nederland bij molens met een gevlucht van 24 - 27 meter meestal een doorsnede van 5,60 - 6,20 meter en een schoepbreedte van 40 - 60 cm. In Engeland kwamen zelfs schepraderen voor met een diameter van rond de 9 meter en een schoepbreedte van 35 cm. Deze schepraderen hadden een opvoerhoogte van 3 meter.
Bij wipmolens zit het scheprad meestal aan een zijkant van het onderhuis en kan het voorzien zijn van een schepradkast. Het scheprad zit meestal, gezien vanaf de polderzijde, links van de molen.
Bij achtkante molens zit het scheprad binnen het molenlijf.
Schepradmolens in Nederland hebben meestal een overbrengingsverhouding van ongeveer 1 : 0,5 (1 omwenteling van het wiekenkruis geeft een halve omwenteling van het scheprad) en de opvoercapaciteit is ongeveer 60 m³ water per minuut met een maximale opvoerhoogte van ca. 1,50 meter. Voor een optimale werking moet het scheprad 50 tot 90 cm in het water steken, hetgeen de tasting wordt genoemd. Een werkend open scheprad kan een flink waterballet veroorzaken (zie foto).
In de loop van de 19e eeuw zijn de schepraderen van veel Nederlandse windmolens vervangen door vijzels. Vijzels hebben een grotere opvoerhoogte en een hoger rendement.

## Fotogalerij

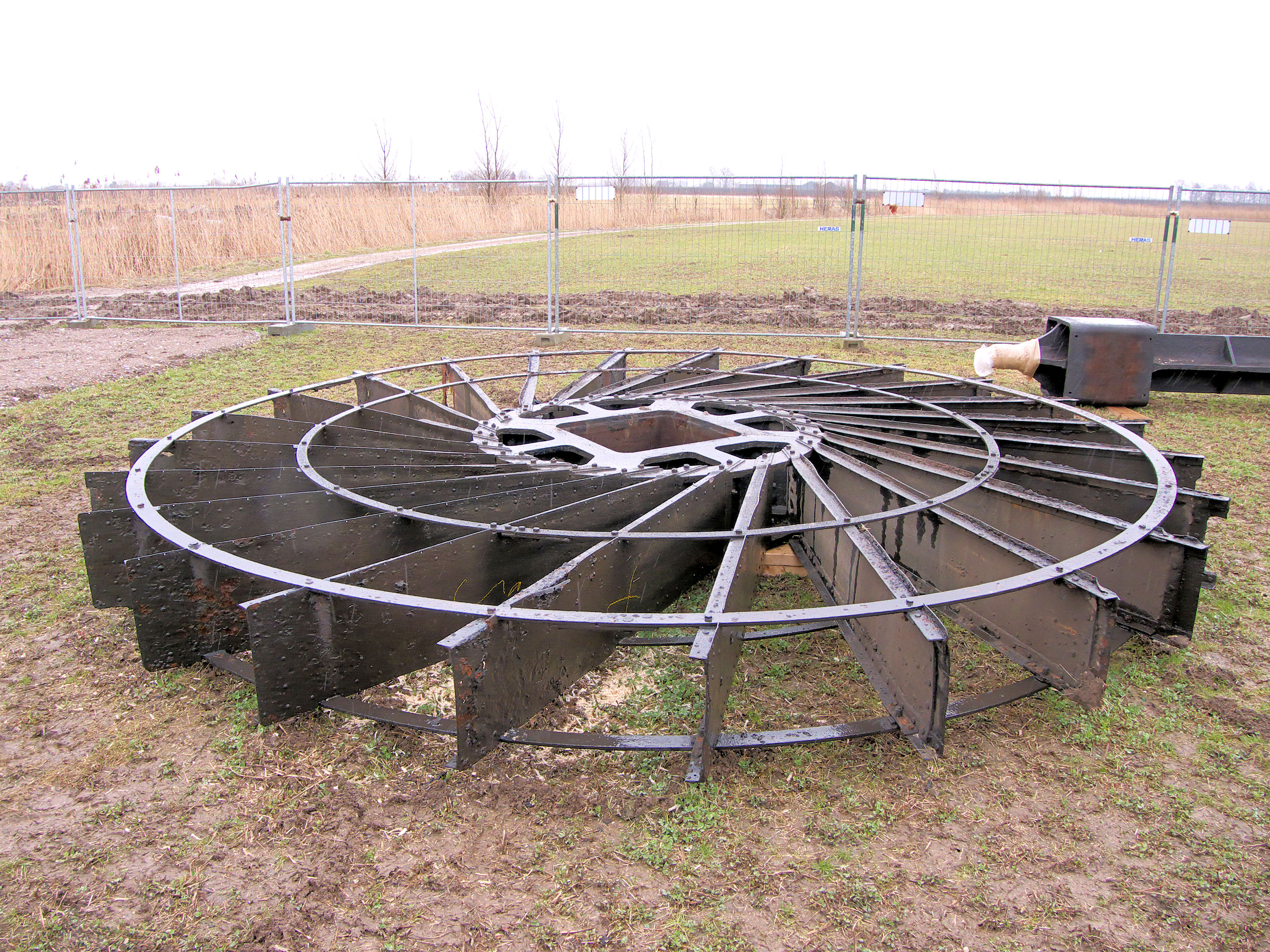
Scheprad
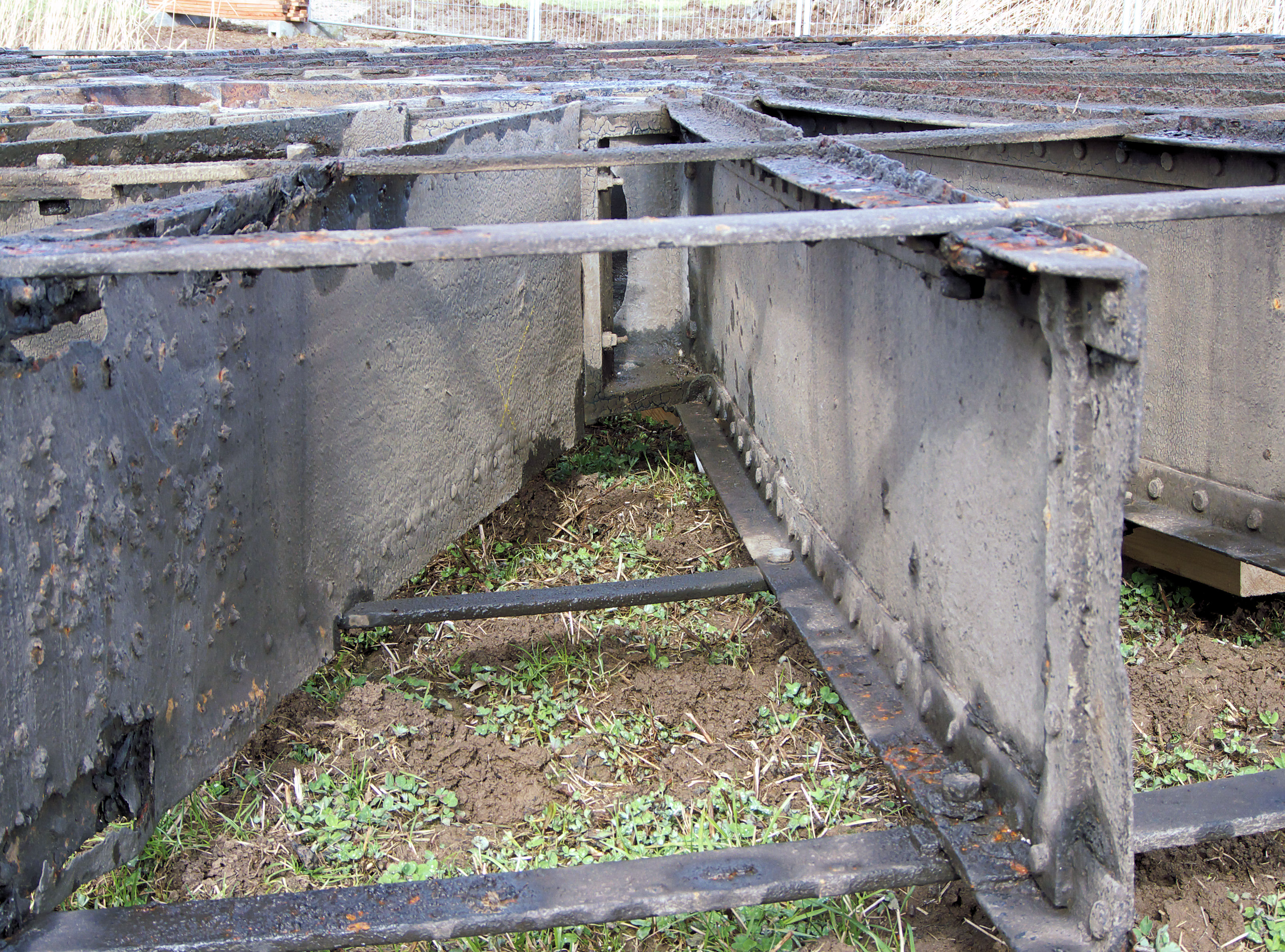
Schoepen
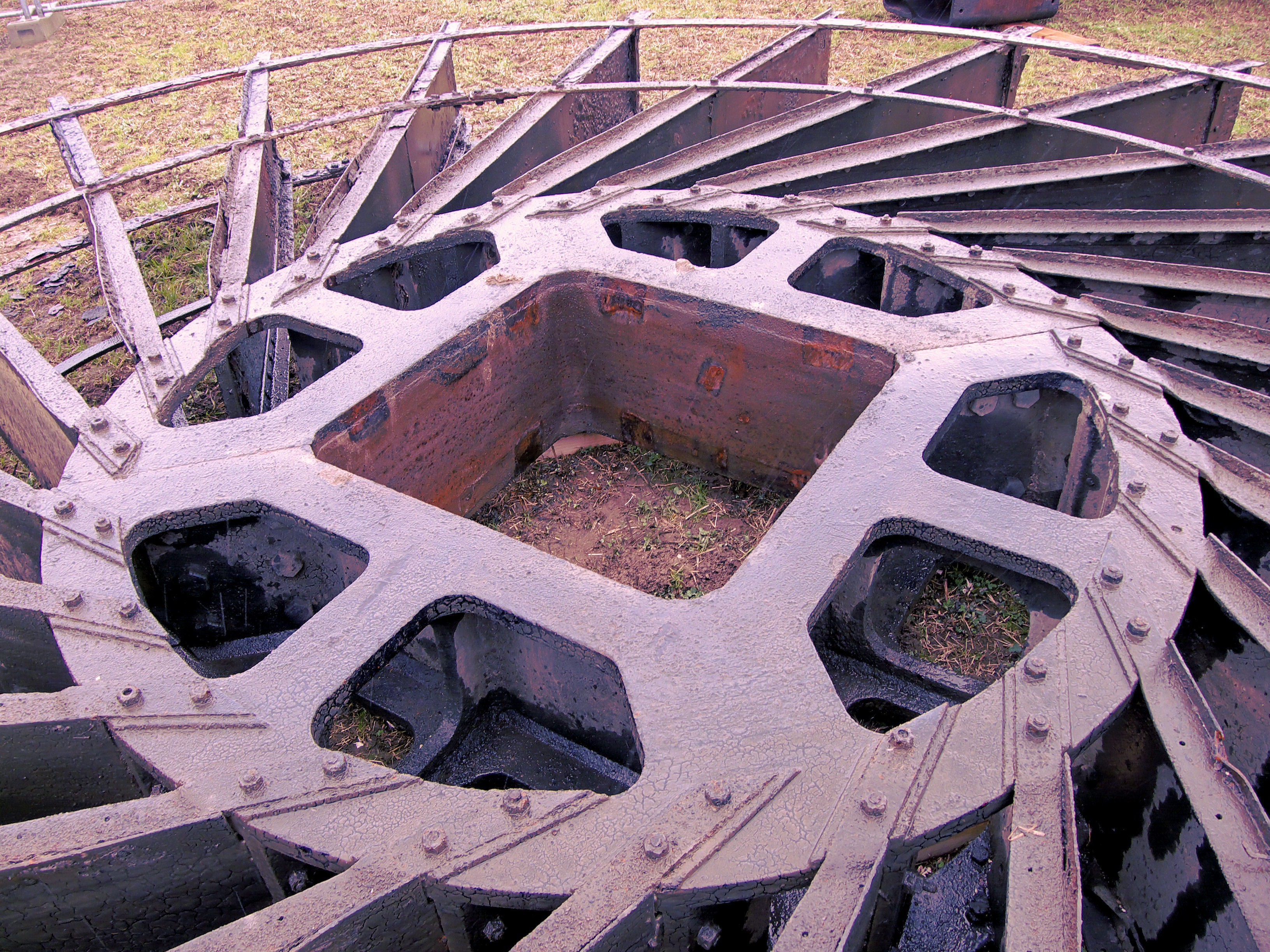
Sintelstuk